# Paul Samuelson
Paul Anthony Samuelson, född 15 maj 1915 i Gary, Indiana, död 13 december 2009 i Belmont, Massachusetts, var en amerikansk nationalekonom som belönades med Sveriges Riksbanks pris i ekonomisk vetenskap till Alfred Nobels minne 1970. Samuelson betraktades som grundaren av den neo-keynesianska ekonomin och har gjort stora bidrag inom flera områden inom nationalekonomin, bland annat välfärdsekonomi, offentlig finansiering (public finance theory), internationell ekonomi, makroekonomi och konsumtionsteori. 

## Forsknings- och intresseområden

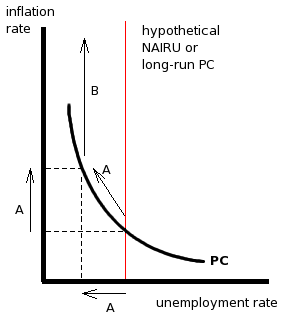
Phillipskurvan i sin klassiska form. Det råder ett negativt samband mellan inflation och arbetslöshet. Phillipskurvan i sitt klassiska utförande, avsedd som en allmängiltig teori, formulerades 1960 av Paul Samuelson och Robert Solow.

### Termodynamik och neoklassisk syntes
Samuelson var den förste ekonomen att generalisera och utveckla de matematiska modeller som utvecklats inom termodynamiken, för att sedan använda på ekonomin och samhället. Han har också bidragit starkt till utvecklingen av den neoklassiska syntesen, som är en korsning mellan keynesianska och neoklassiska teorier och som dominerar inom dagens nationalekonomi. Samuelson bidrog också mer än kanske någon annan samtida ekonom till att höja den generella analytiska och metodologiska nivån inom nationalekonomin.

### Välfärdsekonomi
Samuelson populariserade de så kallade Lindahl–Bowen–Samuelson-villkoren, kriterier att analysera avseende frågan om en viss handling ökar välfärden eller inte. 

### Arbetslöshet kontra inflation
Samuelson bidrog tillsammans med Robert Solow till att utveckla och popularisera phillipskurvan och det som den står för. Kurvan är en illustration över hur arbetslöshet och inflation normalt relateras till varandra. En lite högre inflation ger enligt teorin en lägre arbetslöshet och vice versa. Då stagflation rådde i världsekonomin på 1970-talet gällde dock inte sambandet och phillipskurvan blev ifrågasatt, bland annat av Milton Friedman. 

### Internationell ekonomi
Inom internationell ekonomi bidrog han till utvecklingen inom två handelsteorier, Balassa–Samuelson effekten och Heckscher-Ohlinmodellen (med Stolper–Samuelson teoremet).

### Basinkomst/medborgarlön
Liksom Robort Solow, som han samarbetade med, var Paul Samuelson en känd förespråkare för medborgarlön och var livstidsmedlem i BIEN, Basic Income Earth Network.

## Bortgång
Samuelson avled den 13 december 2009, efter en kort tids sjukdom. 